# Trichestra
Trichestra is een geslacht van vlinders van de familie Uilen (Noctuidae), uit de onderfamilie Hadeninae.

## Soorten
- T. albirena Dognin, 1916
- T. anthophila Butler, 1882
- T. arbuticolens Butler, 1882
- T. bicatenata Dyar, 1923
- T. condor Köhler, 1968
- T. chinensis Draudt, 1950
- T. chlorochroa Hampson, 1918
- T. goniophora Hampson, 1909
- T. melanochroa Hampson, 1909
- T. mixta Schaus, 1911
- T. molybdesis Hampson, 1918
- T. nigropuncta Druce, 1898
- T. persimilis Draudt, 1950
- T. plumbea Dognin, 1910
- T. pusilla Schaus, 1894
- T. renipuncta Hampson, 1909
- T. rufescens Dognin, 1914
- T. serrata Hampson, 1909
- T. stigmatosa Dyar, 1910
- T. viridipicta Dognin, 1907